# Chapelle Saint-Gilles de Gouarec
La chapelle Saint-Gilles est un édifice situé à Gouarec, en France.

## Localisation
La chapelle est située sur le territoire de la commune de Gouarec, dans le département  des Côtes-d'Armor, en région Bretagne.

## Description
La chapelle date du XVIe siècle, elle était sous l'Ancien Régime église tréviale de la paroisse de Plouguernével, diocèse de Quimper, raison pour laquelle elle est entourée d'un cimetière et possède un ossuaire. Elle a remplacé un édifice plus ancien en faveur duquel une bulle d'indulgence fut donnée le 30 avril 1387 par le pape Urbain VI. Cette chapelle a été rénovée en 1990 (le pignon supportant le clocheton a dû être démonté pierre par pierre, et remonté intégralement ; les toitures ont été entièrement refaites.

## Historique
La chapelle est inscrite au titre des monuments historiques par arrêté du 27 février 1926.

## Galerie

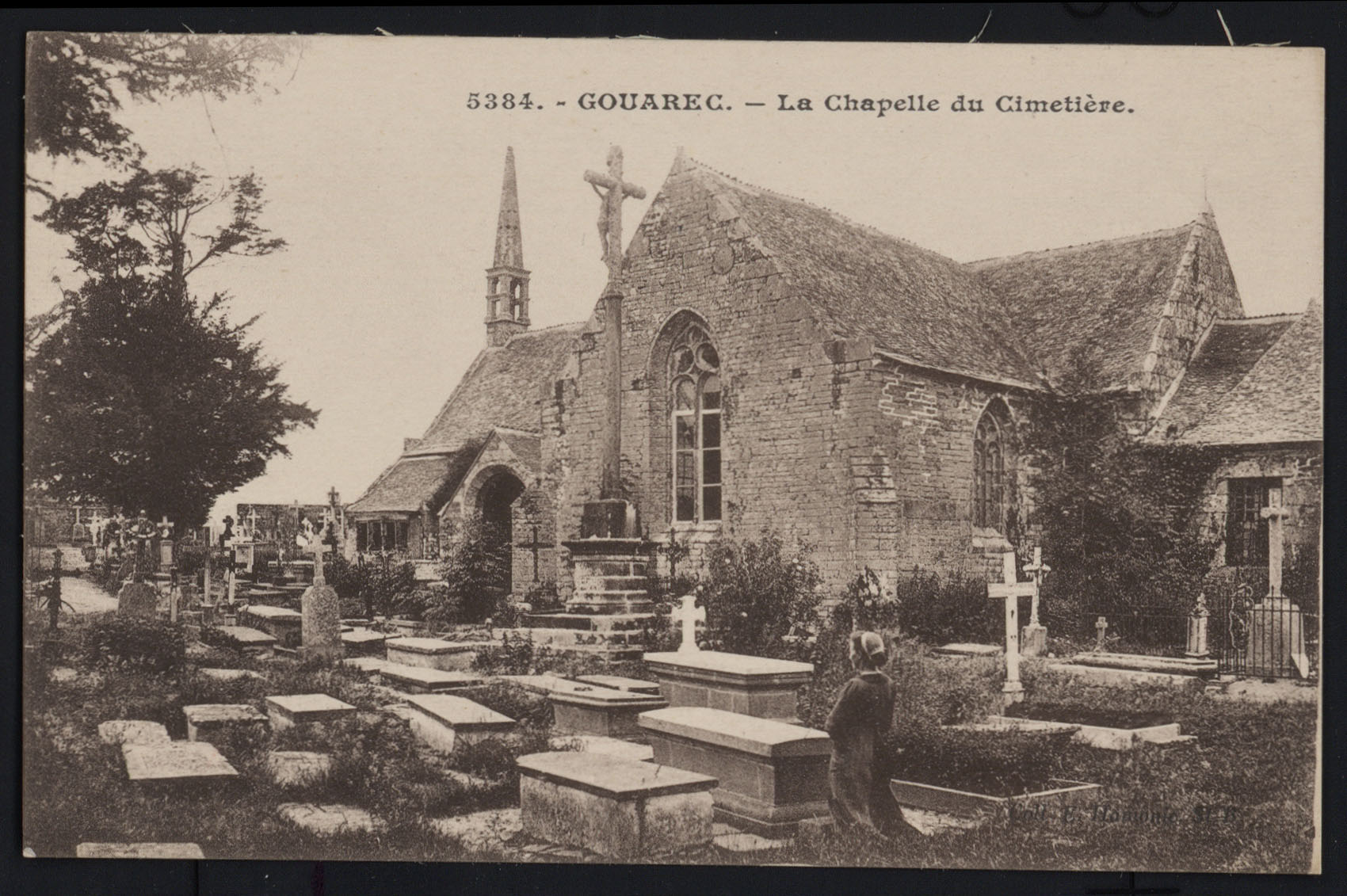
La chapelle et le cimetière vers 1920 (carte postale Émile Hamonic).
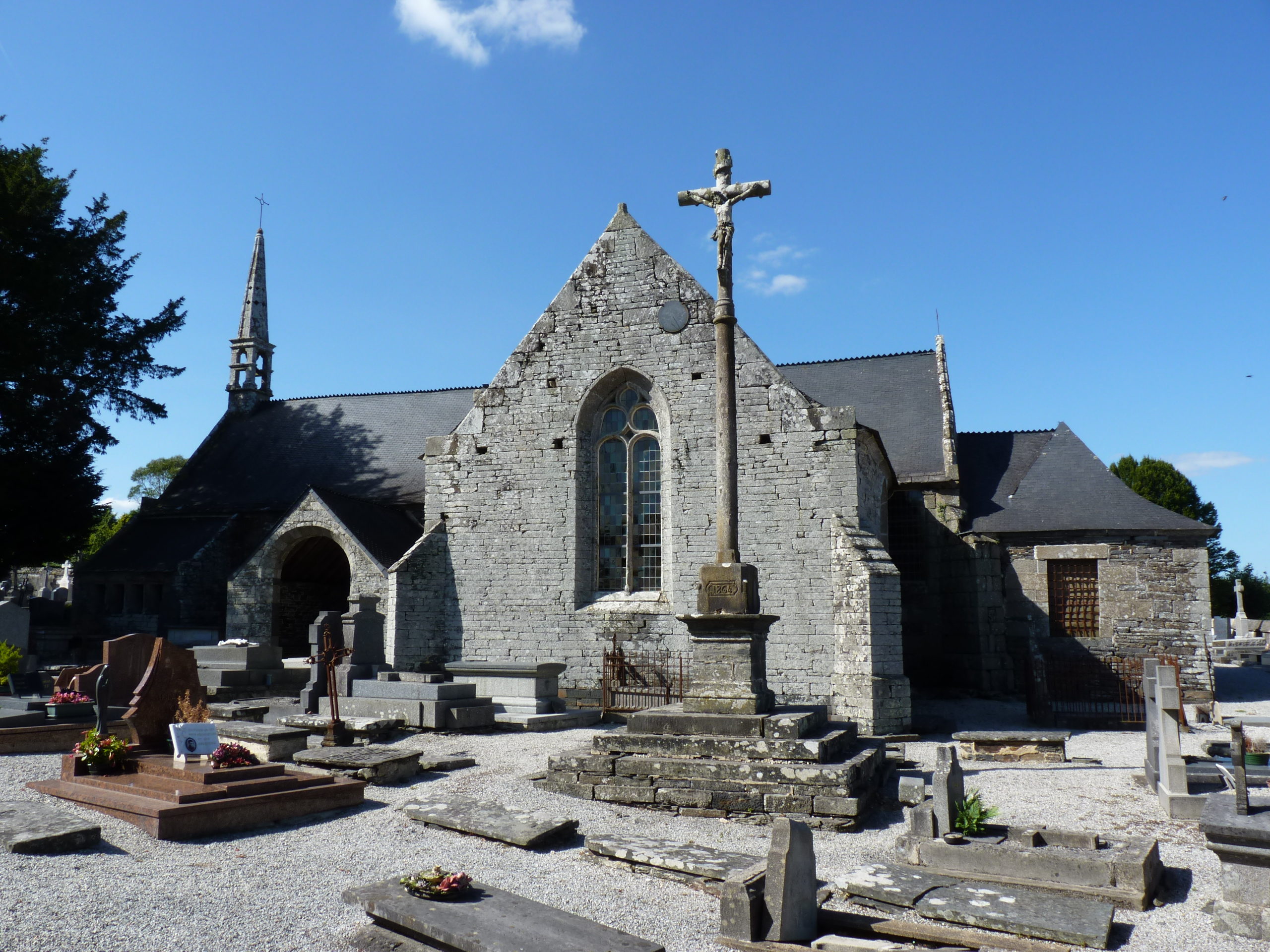
La chapelle et l'enclos paroissial.
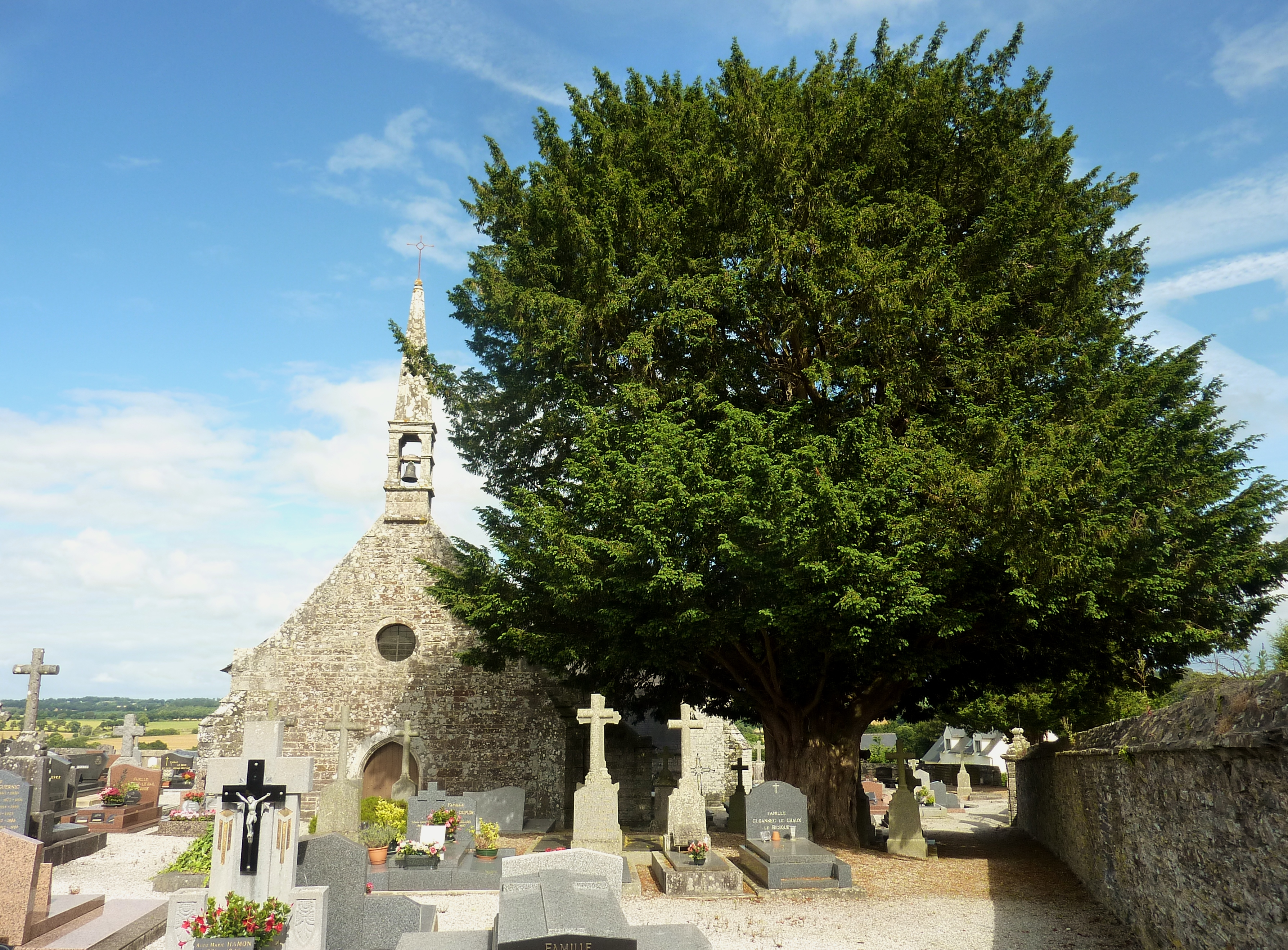
Le cimetière et son if.
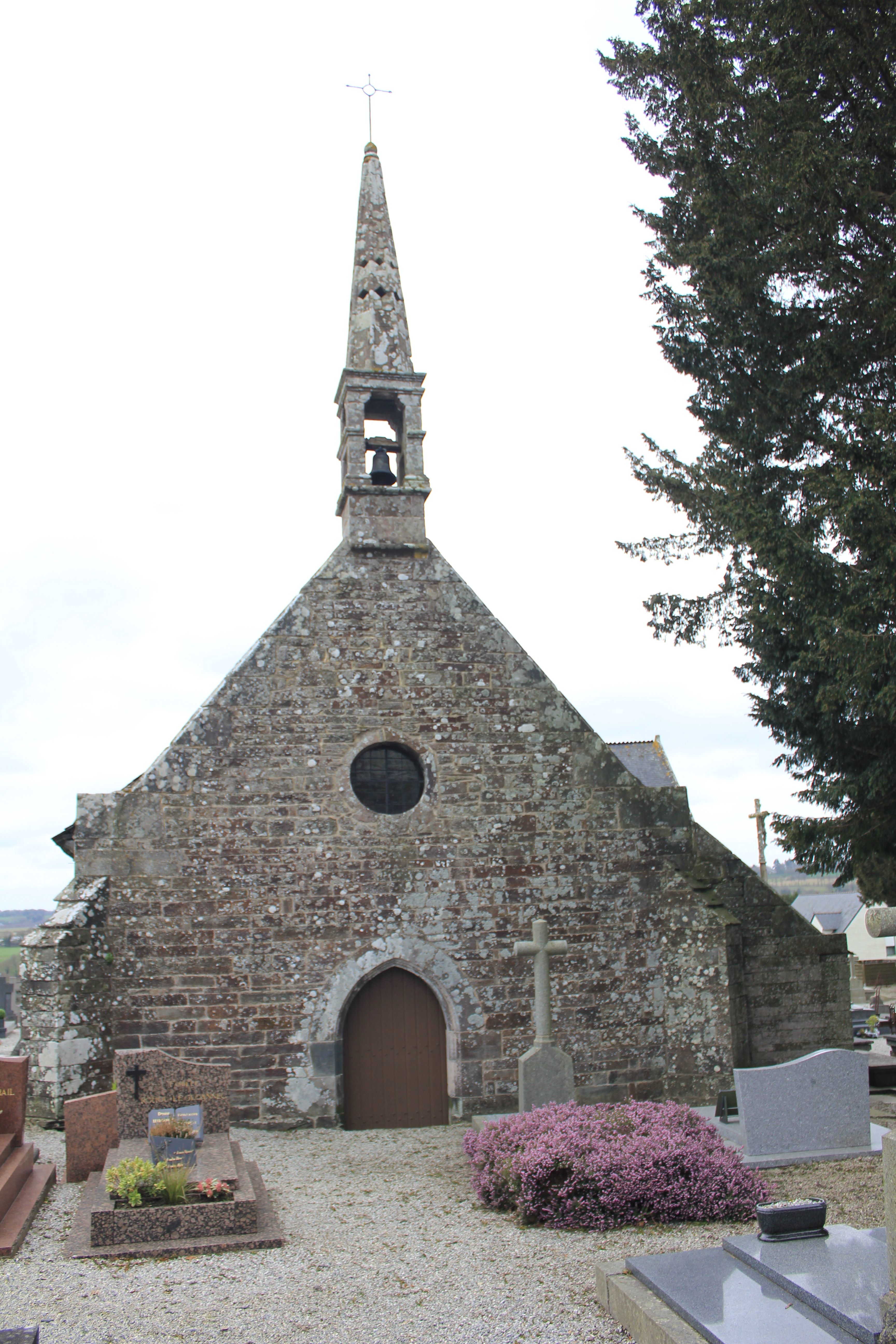
Façade et clocher.
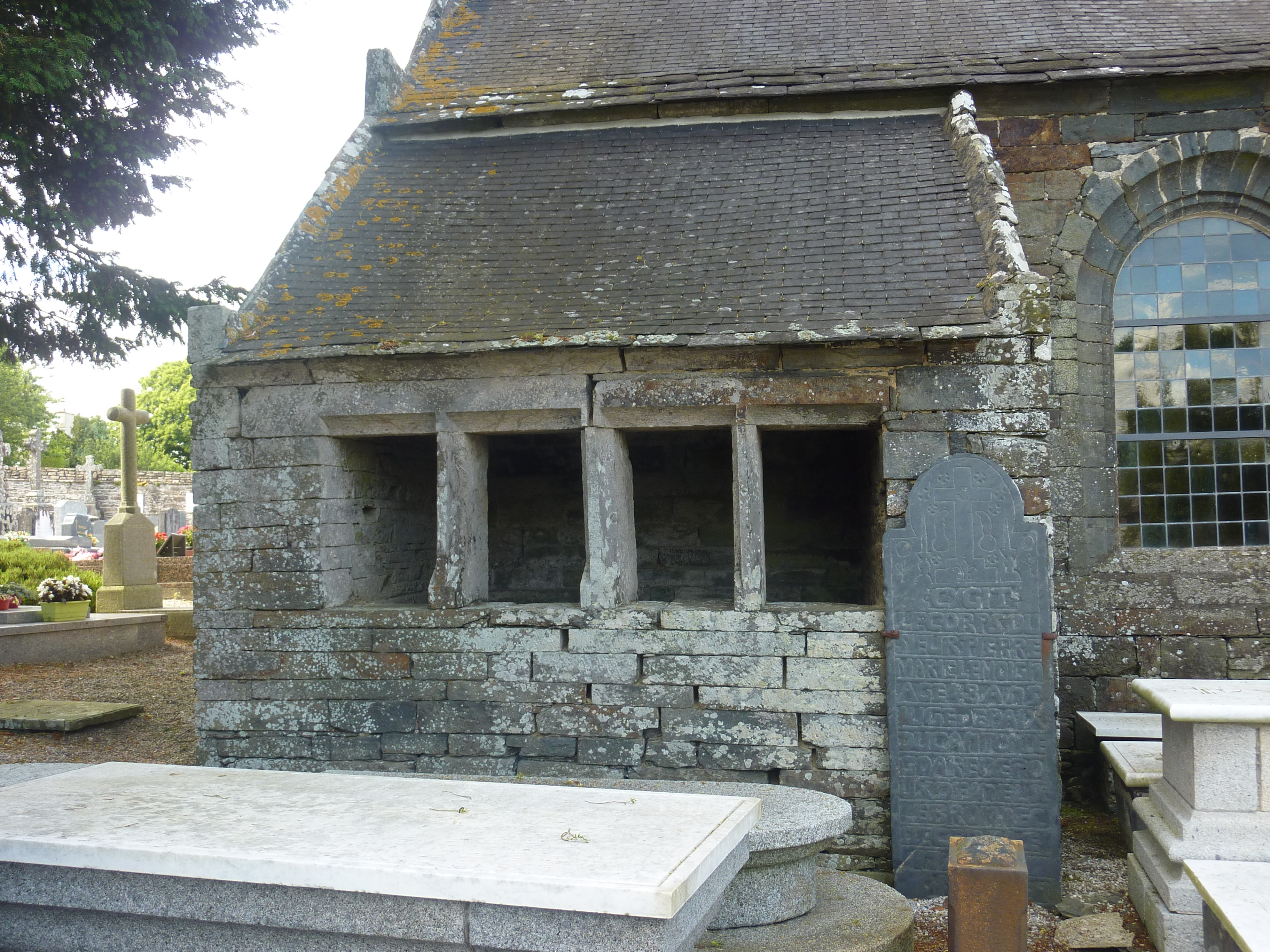
Ossuaire et tombe ancienne.
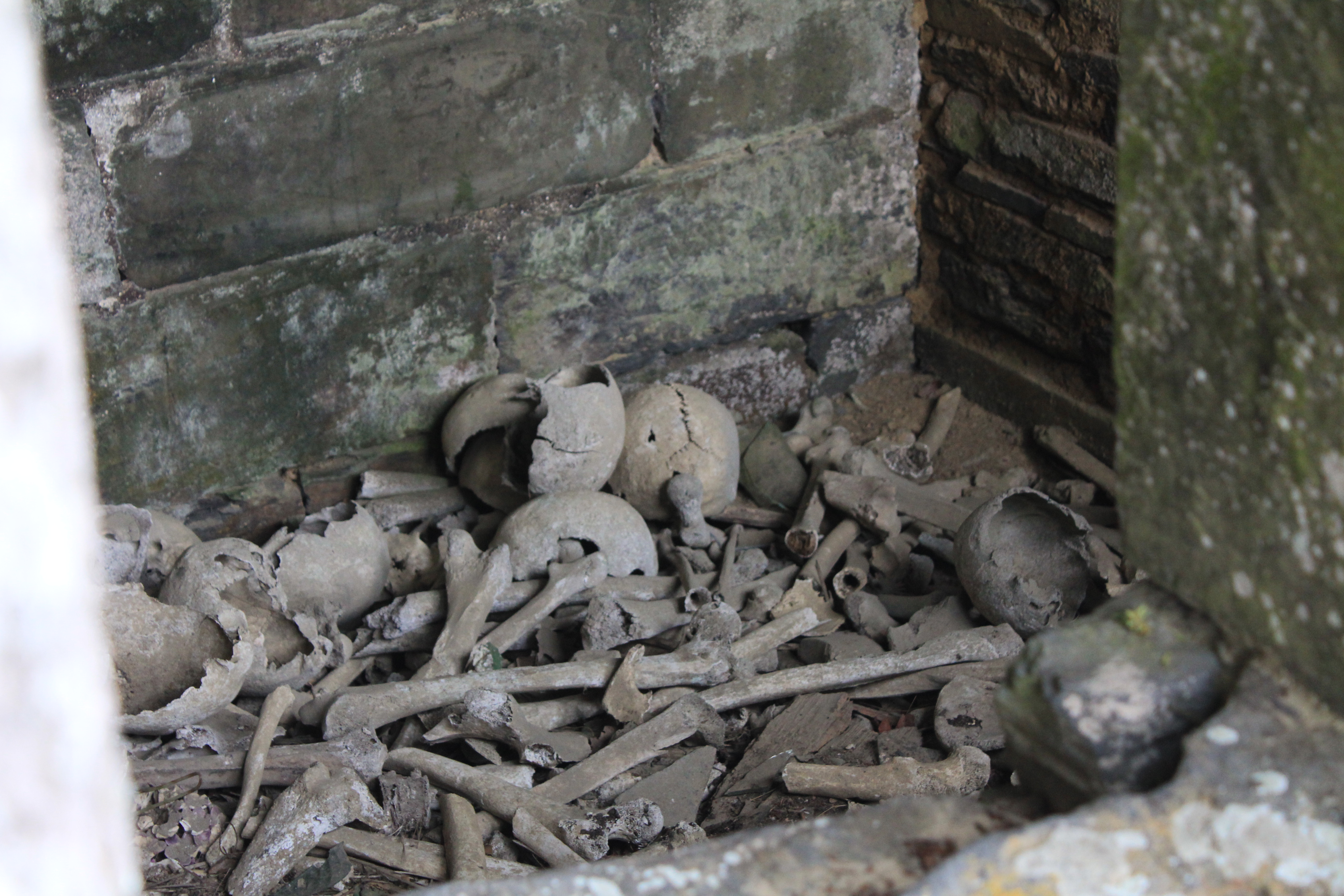
Ossements dans l'ossuaire.